# San Roque de Torres
San Roque de Torres es una localidad del estado mexicano de Guanajuato. Es parte del municipio de San Francisco del Rincón.

## Toponimia
El nombre «San Roque» hace referencia al santo patrono de la localidad: Roque de Montpellier.

## Demografía
| Gráfica de evolución demográfica |
|                                  |

| Censo | Población |
| ----- | --------- |
| 1900  | 484       |
| 1910  | 550       |
| 1921  | 527       |
| 1930  | 590       |
| 1940  | 617       |
| 1950  | 843       |
| 1960  | 890       |
| 1970  | 1 213     |
| 1980  | 1 288     |
| 1990  | 1 489     |
| 2000  | 1 350     |
| 2010  | 1 390     |
| 2020  | 1 483     |